# USS Aylwin (DD-355)
USS Aylwin (DD-355) là một tàu khu trục lớp Farragut được Hải quân Hoa Kỳ chế tạo vào giai đoạn giữa hai cuộc thế chiến. Nó là chiếc tàu chiến thứ ba của Hải quân Hoa Kỳ được đặt tên theo Đại úy Hải quân John Cushing Aylwin (1778–1812), người tử trận trong cuộc Chiến tranh 1812. Aylwin đã có mặt tại Trân Châu Cảng vào lúc diễn ra cuộc tấn công Trân Châu Cảng châm ngòi chiến tranh, và đã phục vụ cho đến khi Chiến tranh Thế giới thứ hai kết thúc, được tặng thưởng 13 Ngôi sao Chiến trận. Nó bị bán để tháo dỡ năm 1946.

## Thiết kế và chế tạo
Aylwin được đặt lườn vào ngày 23 tháng 9 năm 1933 tại Xưởng hải quân Philadelphia. Nó được hạ thủy vào ngày 10 tháng 7 năm 1934, được đỡ đầu bởi cô Elizabeth M. Farley, con gái Postmaster General James Farley; và được đưa ra hoạt động vào ngày 1 tháng 3 năm 1935 dưới quyền chỉ huy của Hạm trưởng, Trung tá Hải quân Clarence Gulbranson.

## Lịch sử hoạt động

### Trước chiến tranh

#### 1935
Sau khi hoàn tất việc chạy thử máy của xưởng tàu vào cuối tháng 3 năm 1935 và trang bị, Aylwin chuyển đến Căn cứ Ngư lôi Hải quân ở Newport, Rhode Island để nạp tám đầu đạn ngư lôi. Sau khi hoàn tất các đợt chạy thử máy khác, nó quay về Philadelphia vào ngày 8 tháng 5. Đến ngày 22 tháng 5, chiếc tàu khu trục khởi hành cho chuyến đi sang Châu Âu, ghé qua Port Leixoes (Oporto), Bồ Đào Nha vào ngày 1 tháng 6 và Santander, Tây Ban Nha vào ngày 5 tháng 6 trước khi chuyển đến Cherbourg, Pháp vào ngày 10 tháng 6. Năm ngày sau, Đại sứ Hoa Kỳ tại Pháp Jesse I. Straus đã thị sát chiếc tàu khu trục mới. Sau đó nó tiếp tục viếng thăm Bremen, Đức từ ngày 19 đến ngày 24 tháng 6 trước khi lên đường đi Gothenburg, Thụy Điển cho một chuyến viếng thăm kéo dài năm ngày. Rồi sau khi khởi hành đi Bỉ vào ngày 29 tháng 6, nó đi đến Brussels vào ngày 2 tháng 7, nơi diễn ra chuyến viếng thăm của Hoàng gia Bỉ, khi Vua Léopold III và Hoàng hậu Astrid thị sát con tàu trong một giờ vào ngày 8 tháng 7.
Aylwin tiếp tục viếng thăm Dover, Anh Quốc trước khi lên đường quay trở về nhà vào ngày 15 tháng 7, và về đến Philadelphia, Pennsylvania vào ngày 22 tháng 7. Nó được sửa chữa sau khi chạy thử máy và tiến hành các đợt chạy thử khác cho đến ngày 1 tháng 10, khi nó ra khơi gia nhập hạm đội. Gặp gỡ tàu chị em USS Hull vào ngày hôm sau, hai chiếc tàu khu trục đi đến vịnh Guantánamo, Cuba vào ngày 5 tháng 10, nơi Aylwin chất lên bờ các kiện hàng nhẹ. Sau khi băng qua kênh đào Panama vào ngày 7 tháng 10, nó dừng lại một chặng ngắn tại Balboa, Panama trước khi lại lên đường vào ngày 10 tháng 10 đến một trạm canh phòng máy bay ngoài khơi Champerico, Guatemala, và làm nhiệm vụ cột mốc dẫn đường dọc theo hành trình bay thử nghiệm của chiếc tàu bay XP3Y-1, nguyên mẫu của chiếc thủy phi cơ PBY Catalina thông dụng sau này.
Aylwin đi đến vị trí được phân công vào ngày 13 tháng 10, và sang sáng hôm sau đã bắt đầu thả khói đánh dấu đường đi cho chiếc máy bay. Trinh sát viên trên tàu quan sát thấy chiếc thủy phi cơ lúc 12 giờ 38 phút, và nó bay ngang trên đầu bảy phút sau đó. Cuối cùng XP3Y-1 đi đến vịnh San Francisco vào ngày 15 tháng 10, xác lập một kỷ lục thế giới mới về quãng đường đi của thủy phi cơ 3.281.402 dặm (5.280.905 km). Nó lại gia nhập cùng Hull vào ngày hôm sau, và hai chiếc tàu khu trục đi đến cảng San Diego, California vào ngày 19 tháng 10. Sau một chuyến viếng thăm Stockton, California từ ngày 26 đến ngày 29 tháng 10, nó bắt đầu các hoạt động thường lệ trong thời bình cùng hạm đội. Nó hoạt động dọc theo bờ biển phía Nam California trong các cuộc thực tập chiến thuật hải đội, tấn công bằng ngư lôi, thực hành chiến trận tầm ngắn và huấn luyện thủy âm cùng các tàu ngầm USS Nautilus và USS Cuttlefish.

#### 1936
Vào ngày 10 tháng 2 năm 1936 Aylwin khởi hành từ San Diego, đi đến Xưởng hải quân Mare Island để sửa chữa và cải biến. Nó tiến hành chạy thử máy sau sửa chữa vào ngày 3 tháng 4. Sau các hoạt động ngắn ngoài khơi Pyramid Cove, đảo San Clemente, nó lên đường đi sang vùng kênh đào Panama vào ngày 27 tháng 4, để tham gia Vấn đề Hạm đội XVII, một cuộc tập trận quy mô hạm đội gồm năm giai đoạn, đặt các đơn vị thuộc Lực lượng Chiến trận đối đầu với Lực lượng Tuần tiễu có tăng cường thêm tàu ngầm. Khi các bên đối đầu đụng độ nhau ngoài khơi bờ biển Nam Mỹ gần kênh đào Panama, Aylwin tiến hành đợt tấn công mô phỏng bằng hải pháo vào các tàu khu trục "đối phương" và tấn công bằng ngư lôi vào hàng chiến trận "đối phương". Nó thả neo ngoài khơi Balboa vào ngày 9 tháng 5, để được tiếp nhiên liệu vào ngày hôm sau, rồi lại tiếp tục tham gia cuộc tập trận vào ngày 16 tháng 5 trong thành phần "Quân Xanh".
Sau cuộc tập trận, Aylwin lên đường đi Peru, và đi đến Callao vào sáng ngày 28 tháng 5. Ngày hôm đó, Chuẩn đô đốc Sinclair Gannon, Tư lệnh Hải đội Khu trục Lực lượng Tuần tiễu, đặt cờ hiệu của mình bên trên Aylwin. Kết thúc chuyến viếng thăm Peru vào ngày 2 tháng 6, nó lên đường đi California, nhưng đã dừng lại tại vịnh Panama từ ngày 6 đến ngày 8 tháng 6 trước khi tiếp tục đi đến San Diego. Nó về đến cảng nhà vào sáng ngày 16 tháng 6, và neo đậu cặp theo chiếc USS Dobbin; xế trưa hôm đó, đô đốc Gannon chuyển cờ hiệu của mình sang chiếc tàu tiếp liệu khu trục Dobbin.
Vào ngày 6 tháng 7, Aylwin lên đường đi sang khu vực Tây Bắc Thái Bình Dương, đi đến Port Angeles, Washington vào ngày 9 tháng 7. Sau đó nó tiếp tục lên đường cặp theo các tuyến nội địa để đi Alaska, đi đến Cordova vào ngày 13 tháng 7. Sau chuyến viếng thăm Kodiak, ghé qua Port Angeles và được bảo trì cặp theo chiếc tàu tiếp liệu Dobbin, chiếc tàu khu trục thực hành dò âm dưới nước tại vịnh Admiralty, Port Townsend, Washington. Nó viếng thăm Portland, Oregon từ ngày 5 đến ngày 10 tháng 8 trước khi quay trở về cảng nhà, đến nơi vào ngày 13 tháng 8.
Một tuần sau, Aylwin lên đường thực hành chiến thuật cùng USS Worden và USS Monaghan; nhưng chúng nhanh chóng bỏ dỡ cuộc thực hành để tìm kiếm chiếc tàu đánh cá hồi SS San Juaquin đặt cảng nhà tại San Diego, mà vị trí báo cáo sau cùng trước khi mất tích ở khu vực lân cận. Chiếc tàu cutter USCGC Takoe thuộc Lực lượng Tuần duyên Hoa Kỳ cũng tham gia cuộc tìm kiếm vào ngày 21 tháng 8, và chiếc USCGC Aurora tham gia vào ngày kế tiếp. Đến ngày 23 tháng 8, Aylwin cùng các tàu khác, di chuyển trong đội hình trinh sát, đã tìm kiếm chiếc tàu buồm Pacific Queen. Cho dù họ không thể tìm thấy cả hai con tàu, dường như là cả hai đã không bị mất, vì chúng vẫn tiếp tục hiện diện trong danh sách đăng bạ tàu buôn vài năm sau đó. Thực tế, chiếc thứ hai, mang cái tên ban đầu Balclutha, hiện phục vụ như một bảo tàng nổi tại San Francisco, California.
Aylwin tiếp tục phục vụ tại khu vực Nam California cho đến khi nó lên đường vào ngày 16 tháng 4 năm 1937 đi sang quần đảo Hawaii để tham gia cuộc tập trận Vấn đề Hạm đội XVIII. Tập trung cùng "Phân đội Hilo" vào ngày 21 tháng 4, chiếc tàu khu trục tiến hành một đợt bắn phá giả xuống Hilo, Hawaii trước khi được bố trí để hộ tống cho tàu tuần dương USS Houston và tàu sân bay USS Ranger khi chúng bảo vệ cho một cuộc mô phỏng đổ bộ. Đi vào Trân Châu Cảng ngày 25 tháng 4, Aylwin lại khởi hành vào ngày 4 tháng 5 trong thành phần quân "Trắng". Được đánh giá như bị "hư hại" qua các hoạt động trong đợt tấn công đầu vào ngày 8 tháng 5, nó đổi hướng để gặp gỡ các đơn vị "bạn" sáng hôm đó, và đẩy lui hai đợt tấn công bắn phá của máy bay quân "Đen" trên đường đi. Nó trông thấy đội hình giống như hàng chiến trận của quân "Trắng" lúc 06 giờ 40 phút, và đổi hướng để gia nhập, nhưng khám phá ra những con tàu này trong thực tế đã bị xếp "loại ra khỏi vòng chiến". Giờ đây hầu như "đơn độc", nó hướng đến Lahaina, Hawaii.
Aylwin quay trở về San Diego vào ngày 28 tháng 5 năm 1937, và sau hai tuần bảo trì cặp bên mạn chiếc USS Whitney, đã tiếp tục lịch trình huấn luyện của nó. Trong những ngày cuối của tháng 6, nó hoạt động cùng với thiết giáp hạm USS Mississippi tiến hành tập trận ngoài khơi đảo Santa Barbara cùng với tàu mục tiêu cao tốc điều khiển bằng vô tuyến USS Lamberton.

#### 1938
Trong thời gian còn lại của năm 1937 và những tháng mùa Đông của năm 1938, Aylwin luân phiên các giai đoạn bảo trì trong cảng với các hoạt động huấn luyện tại vùng biển phía Nam California. Từ ngày 6 đến ngày 9 tháng 1 năm 1938, nó tham gia tìm kiếm một máy bay thuộc Liên đội Tuần tra 7 (VP-7) bị mất tích. Sau khi thực hành tác xạ phòng không vào đầu tháng 2, nó đi đến Căn cứ Khu trục San Diego cho lượt khảo sát lườn tàu hàng năm tại ụ nổi ARD-1, rồi tiếp tục đi đến Xưởng hải quân Mare Island cho một đợt bảo trì ngắn.
Sau những sửa chữa này, nó đi đến San Diego vào ngày 6 tháng 2, vừa kịp lúc để tham gia cuộc tập trận Vấn đề Hạm đội XIX. Hạm đội "Đen" tiến ra khơi từ San Diego lúc 03 giờ 25 phút ngày 15 tháng 3. Trong thành phần Hạm đội "Trắng", Aylwin lên đường lúc 16 giờ 40 phút và gia nhập thành phần còn lại của Chi hạm đội Khu trục 1 cùng với tàu sân bay USS Ranger không lâu sau đó. Truy tìm thành phần chủ lực của "đối phương" trong ngày 17 tháng 3, nó hoạt động cùng với các tàu tuần dương hạng nặng USS Chicago, USS Quincy, USS Chester và USS Portland vào sáng ngày hôm sau. Xế trưa hôm đó, các tàu tuần dương bắt gặp đối phương, tấn công, và rút lui dưới sự che chở của một màn khói. Chiếc tàu khu trục vẫn tiếp xúc được với đối phương, giữ một khoảng cách an toàn phía đuôi để theo dõi chúng suốt ngày 19 tháng 3.
Sau khi được tiếp nhiên liệu từ thiết giáp hạm USS Idaho vào ngày 20 tháng 3, Aylwin tiến hành các cuộc thực tập trong các giai đoạn tiếp theo của Vấn đề Hạm đội XIX, cho đến khi tham gia hỗ trợ một cuộc đổ bộ giả tại Lahaina. Lúc mở màn, nó tuần tra tại khu vực giữa các đảo Molokai, Lanai và Maui trước khi hướng đến bãi đổ bộ để hỗ trợ lực lượng đổ bộ. Nó tiến hành một cuộc thực tập quét mìn ngắn trước khi được tiếp nhiên liệu từ tàu chở dầu USS Brazos, rồi thả neo tại Lahaina Roads cho một đợt nghỉ ngơi ngắn. Từ ngày 4 đến ngày 8 tháng 4, chiếc tàu khu trục tham gia các cuộc thực tập khác trước khi đi vào Trân Châu Cảng. Khi hạm đội lại lên đường vào sáng ngày 18 tháng 4, nó đi trước các thiết giáp hạm được báo động về khả năng hoạt động của tàu ngầm "đối phương". Cuối cùng, nó tham gia giai đoạn kết thúc của Vấn đề Hạm đội XIX, được tiến hành làm ba lượt cho bản thân mỗi hạm đội nhỏ. Giống như Vấn đề Hạm đội XVII, cuộc thực tập cũng trắc nghiệm khả năng của hạm đội có thể chiếm và giữ các căn cứ tiền phương, chỉ rõ kế hoạch hướng đến Thái Bình Dương của Hải quân.
Aylwin quay trở về San Diego vào ngày 28 tháng 4, và đến ngày 9 tháng 5 lại tiếp nối các hoạt động huấn luyện thường lệ dọc bờ Tây. Nó trải qua một giai đoạn bảo trì ngắn cặp theo mạn chiếc Whitney trước khi khởi hành vào ngày 21 tháng 6 đi đến khu vực Tây Bắc Thái Bình Dương, và di chuyển dọc theo bờ biển trong tháng 7, ghé qua Port Angeles, Washington; Ketchikan, Alaska; vịnh Humpback, Wrangell Narrows, Taku Inlet, vịnh Yakutat, Sitka, Seattle; và cuối cùng là Portland, Oregon. Nó quay trở về San Diego ngang qua San Francisco vào giữa tháng 8, được bảo trì cặp theo Whitney, và huấn luyện ngoài khơi bờ biển Nam California trước khi lên đường vào ngày 26 tháng 9 để đi Hawaii. Đến Trân Châu Cảng vào ngày 2 tháng 10, nó được sửa chữa và cải biến tại đây trong suốt tháng 11. Chiếc tàu khu trục quay trở về San Diego vào ngày 12 tháng 12, tiến hành thực tập huấn luyện ngoài khơi đảo Nam Coronados của Mexico trước khi quay về thả neo tại San Diego.

#### 1939
Vào ngày 4 tháng 1 năm 1939, Aylwin lên đường đi Panama, đi đến Balboa vào ngày 13 tháng 1. Sau khi băng qua kênh đào Panama vào ngày hôm sau, nó hoạt động ngoài khơi Gonaïves, Haiti; vịnh Guantánamo, Cuba và Port-au-Prince, Haiti; trước khi lên đường vào ngày 13 tháng 2 để tham gia Vấn đề Hạm đội XX, một cuộc tập trận được tổ chức tại vùng biển Caribe đặt Lực lượng Chiến trận đối đầu với Lực lượng Tuần tiễu.
Sau khi được tiếp nhiên liệu từ thiết giáp hạm Maryland vào ngày 17 tháng 2, Aylwin hoạt động cùng với Lexington và Enterprise dưới vai trò một lực lượng bắn phá trong một giai đoạn của cuộc tập trận. Cuối cùng, "trận chiến" đi đến giai đoạn kết thúc với một trận chiến hạm đội. Sau đó các lực lượng rút lui về vịnh Culebra, Puerto Rico, nơi Tổng thống Franklin D. Roosevelt duyệt binh từ cầu tàu của chiếc Houston vào ngày 28 tháng 2.
Sau khi viếng thăm Cienfuegos và vịnh Guantánamo, Cuba, Aylwin hoạt động một thời gian ngắn ngoài khơi Gonaïves trước khi quay trở lại vịnh Guantánamo vào ngày 31 tháng 3. Nó khởi hành vào ngày 8 tháng 4 để đi Yorktown, Virginia, hoạt động như tàu canh phòng máy bay cho Lexington trên đường đi. Nó đến Yorktown vào ngày 12 tháng 4, nhưng chuyến viếng thăm của hạm đội tại đây bị cắt ngắn khi nhận được mệnh lệnh quay trở lại khu vực Thái Bình Dương.
Lên đường lúc 04 giờ 04 phút ngày 20 tháng 4, Aylwin đảm nhận vị trí cùng toàn đội khu trục của nó chung quanh các tàu sân bay. Nó canh phòng máy bay cho tàu sân bay USS Yorktown trên đường đi Panama; băng qua kênh đào vào ngày 29 tháng 4, và sau một chặng dừng ngắn tại Balboa, lại lên đường đi San Diego vào ngày 2 tháng 5. Về đến cảng nhà vào ngày 12 tháng 5, chiếc tàu khu trục hoạt động ngoài khơi bờ biển Nam California trước khi đi đến Xưởng hải quân Mare Island vào ngày 18 tháng 6 để sửa chữa và nâng cấp, vốn kéo dài cho đến ngày 8 tháng 10. Nó lên đường vào sáng ngày 11 tháng 10, một lần nữa hướng sang khu vực Hawaii. Hải quân Mỹ đã thành lập một "Đơn vị Biệt phái Hawaii" dưới quyền Phó đô đốc Adolphus Andrews, và đặt căn cứ tại Trân Châu Cảng, một bước nữa để tiến tới việc bố trí toàn bộ hạm đội tại căn cứ này vào mùa Xuân năm sau. Aylwin đi đến Trân Châu Cảng vào ngày 18 tháng 10, và trong những tháng tiếp theo đã luân phiên thời gian trong cảng với nhiều cuộc thực tập huấn luyện tại khu vực hoạt động Hawaii.

#### 1940
Vào mùa Xuân năm 1940, như một đơn vị hạm đội, Aylwin tham gia Vấn đề Hạm đội XXI, cuộc tập trận hạm đội cuối cùng trước chiến tranh. Trong thời gian còn lại của năm, nó luân phiên cùng các tàu khu trục khác thực hiện các cuộc "tuần tra an ninh" ngoài khơi cảng Honolulu và các lối tiếp cận Trân Châu Cảng, khảo sát mọi tàu bè trông thấy kể cả các tàu đánh cá nhỏ. Nó quay trở lại vùng bờ Tây một thời gian ngắn vào mùa Hè năm 1940, đi đến San Diego vào ngày 9 tháng 7 trước khi chuyển đến Xưởng hải quân Mare Island vào ngày 14 tháng 7. Nó được sửa chữa và đại tu tại đây cho đến ngày 22 tháng 9 trước khi quay trở lại, đi ngang qua San Diego để đến Trân Châu Cảng vào ngày 21 tháng 10. Nó tiếp nối các hoạt động thường lệ cho đến cuối năm.

#### 1941
Vào ngày 7 tháng 2 năm 1941, Aylwin ra khơi cho một cuộc hẹn gặp tàu sân bay Enterprise và tàu chị em USS Farragut, để quay trở lại vùng bờ Tây cho một chuyến viếng thăm ngắn. Họ đi đến San Diego vào ngày 13 tháng 2, nhưng quay trở lại chỉ hai ngày sau đó và gia nhập cùng Enterprise, vốn làm nhiệm vụ vận chuyển những máy bay chiến đấu mới nhất của Lục quân đến Hawaii. Chúng đi đến Oahu vào ngày 21 tháng 2.
Vào ngày 17 tháng 3, Aylwin rời Trân Châu Cảng cho một cuộc tuần tra và thực tập ngoài khơi. Hai ngày sau, con tàu tiến hành một đợt thực hành chiến thuật đêm trong bóng tối không trăng, lúc 20 giờ 00. Sau khi hoàn tất, các tàu khu trục được chỉ thị đi đến điểm hẹn phía sau hạm đội. Lúc 22 giờ 51 phút, Aylwin bật các đèn hiệu hàng hải, và phát hiện một tàu đang tiến đến từ mạn trái phía mũi; nó tiếp tục duy trì hướng đi và tốc độ cho đến khi ra lệnh chạy lui khẩn cấp lúc 23 giờ 03 phút. Vào lúc đó, con tàu kia Farragut cũng hiện ra trên hướng va chạm và cũng cho chạy lui để tránh va chạm. Không lâu sau 23 giờ 04 phút, mũi của Farragut đâm vào mạn trái của Aylwin ở một góc 90°, gây hư hại nặng cho khoảng 23 khung tàu và làm hỏng nặng mũi của Aylwin.
Một đám cháy bùng lên chiếu sáng cả hai con tàu và nhanh chóng lan ra phía sau, đến phòng nghỉ của thủy thủ và phòng riêng sĩ quan; đám cháy chỉ được kiểm soát lúc 01 giờ 40 phút ngày 20 tháng 3. Các đội cứu hỏa của USS Dale, USS Stack, USS Philadelphia và USS Sterett trợ giúp nhân sự tham gia dập lửa, trong khi một đội của Indianapolis phối hợp với người của Philadelphia khắc phục các hư hỏng và sửa chữa tạm thời. USS Detroit tìm cách kéo Aylwin trở về Trân Châu Cảng nhưng dây cáp bị đứt; sau đó USS Turkey đưa được chiếc tàu khu trục bị hư hại quay trở về với đuôi đi trước. Sau khi được sửa chữa trong ụ tàu, nó hoạt động trở lại tại vùng biển Hawaii; và sau đợt huấn luyện thời bình sau cùng vào cuối tháng 11, nó thả neo tại phao X-14 lúc 13 giờ 47 phút ngày 28 tháng 11.

### Thế Chiến II

#### Trân Châu Cảng
Aylwin neo đậu cùng các tàu khu trục cùng đội vào sáng ngày 7 tháng 12 năm 1941, với chỉ một nồi hơi nhỏ hoạt động cung cấp điện cho các dịch vụ phụ của con tàu; khoảng một nửa quân số con tàu đang được nghỉ phép tự do trên bờ vào dịp cuối tuần. Lúc 07 giờ 55 phút sáng ngày Chủ Nhật đó, ngay trước giờ chào cờ, tiếng động cơ máy bay gây bất ngờ cho thủy thủ của Aylwin cùng các con tàu khác; máy bay Nhật Bản phóng ngư lôi nhắm vào chiếc tàu mục tiêu USS Utah đang neo đậu cặp theo đảo Ford. Ba phút sau, hỏa lực phòng không của Aylwin bắt đầu bắn trả; đến 08 giờ 00, nồi hơi bắt đầu được đốt. Đến 08 giờ 29 phút, Tư lệnh Khu trục Lực lượng Chiến trận ra lệnh cho các con tàu thuộc quyền lên đường. Lúc khoảng 08 giờ 50 phút, một máy bay Nhật ném một quả bom xuống cách mũi tàu 75 thước Anh (69 m) bên mạn phải. Tám phút sau, nó nhổ neo hướng ra luồng cảng để đi ra biển khơi.
Aylwin có khoảng một nửa quân số vào lúc đó, đặt dưới quyền chỉ huy của bốn Thiếu úy Hải quân, mà người thâm niên hơn hết, Thiếu úy Stanley B. Caplan, chỉ phục vụ trên biển trong khoảng tám tháng. Nó đi ra khơi trong lúc vẫn liên tục nổ súng vào những máy bay tấn công trong phạm vị tầm bắn. Các xạ thủ của nó tự nhận đã bắn rơi ba máy bay đối phương; nhưng trong bối cảnh một lượng lớn hỏa lực phòng không bắn lên từ các con tàu, điều này không thể xác nhận được. Đang khi trên đường ra khơi, Hạm trưởng của nó, Thiếu tá Hải quân Robert H. Rodgers, và các sĩ quan khác đang ở trên một xuồng máy chỉ cách phao tiêu đánh dấu luồng ra vào khoảng 1.000 thước Anh (910 m); tuy nhiên, do mệnh lệnh của Tư lệnh Đội khu trục 1, nó không thể đi chậm lại mà mở hết tốc lực ra khơi làm nhiệm vụ tuần tra, để lại phần lớn sĩ quan con tàu bên trên chiếc tàu khu trục "bốn ống khói" cũ USS Chew.
Khoảng nửa giờ sau đó, Aylwin điều tra một báo cáo về sự xuất hiện tàu ngầm, nhưng không tìm thấy gì. Trong khi tuần tra, con tàu rung động một cách khác thường do một chân vịt bị hư hại không lâu sau khi nó xuất phát, bởi một quả bom nổ sát cạnh mạn phải phía đuôi con tàu. Đến xế chiều ngày 8 tháng 12, nó theo gót tàu sân bay Enterprise đi vào Trân Châu Cảng, đón Thiếu tá Rodgers hạm trưởng cùng Tư lệnh đội khu trục, Trung tá Hải quân R. S. Riggs, cùng đang trên đường đi vào luồng cảng. Ngày hôm sau, nó lên đường tuần tra chống tàu ngầm ở các lối tiếp cận Trân Châu Cảng, phát hiện một tín hiệu dò âm vào ngày 10 tháng 12, và đã thả một loạt mìn sâu nhưng không mang lại kết quả. Quay trở về Trân Châu Cảng vào ngày 11 tháng 12, nó sửa chữa chân vịt bị hư hại.
Aylwin lên đường vào ngày 14 tháng 12 trong thành phần lực lượng đặc nhiệm tàu sân bay Lexington cho hoạt động giải vây đảo Wake. Cùng với các tàu tuần dương hạng nặng Chicago và Portland và tàu khu trục USS Phelps, nó chiếm vị trí bảo vệ phía trước. Ngày hôm sau, các tàu khu trục Dewey và Worden cùng tàu tuần dương Indianapolis và tàu chở dầu Neosho cũng gia nhập lực lượng. Tuy nhiên, hai tàu sân bay Nhật đã tham gia vào lực lượng tấn công đảo Wake; hoạt động này đã khiến phải hủy bỏ các nỗ lực giải vây. Wake thất thủ vào ngày 23 tháng 12. Sau khi điều tra nhiều tín hiệu nghi ngờ tàu ngầm trên đường đi, nó bảo vệ cho chuyến quay về Trân Châu Cảng của Lực lượng Đặc nhiệm 11, đến nơi vào ngày 28 tháng 12. Đến ngày 31 tháng 12 nó rời Trân Châu Cảng hộ tống một đoàn tàu vận tải đưa người di tản rời khỏi khu vực quần đảo Hawaii về vùng bờ Tây.

#### 1942
Aylwin sau đó được sửa chữa và cải biến tại Xưởng hải quân Mare Island cho đến ngày 10 tháng 1, trang bị thêm súng máy 20 mm để tăng cường khả năng phòng không tầm gần. Nó lên đường hai ngày sau đó cùng tàu khu trục USS Perkins để hộ tống cho các tàu biển chở khách President Coolidge, President Monroe và Mariposa đi San Francisco. Khởi hành vào ngày 17 tháng 1, nó cùng Perkins hộ tống một đoàn tàu bao gồm Neosho, USS Castor, USS Pyro và USS Crescent City quay trở lại Oahu, đến nơi vào ngày 25 tháng 1. Vào ngày 31 tháng 1, nó khởi hành cùng Lực lượng Đặc nhiệm 11 hình thành chung quanh Lexington, và làm nhiệm vụ canh phòng máy bay khi chiếc tàu sân bay đi về hướng Tây Nam đến New Guinea. Sau khi vô tình bắn một quả ngư lôi về phía Hull trong một cuộc thực tập cơ động tấn công vào ngày 13 tháng 2, nó gửi cảnh báo đến con tàu chị em bằng tín hiệu đèn để Hull có thể tránh được nguy hiểm. Ba ngày sau, lực lượng tuần dương dưới quyền Bộ chỉ huy ANZAC: Chicago, HMNZS Leander, HMNZS Achilles và HMAS Australia, được hộ tống bởi Lamson và Perkins, gia nhập vào lực lượng.
Trong khi các tàu khu trục tạo thành vòng đai bảo vệ, chỉ huy các tàu chủ lực có một hội nghị trước khi lực lượng đặc nhiệm được tổ chức lại và di chuyển theo hướng Tây Bắc về phía đảo Bougainville và quần đảo Bismarck. Tuy nhiên, trước khi có thể tung ra một cuộc bắn phá căn cứ chủ yếu của Nhật Bản tại Rabaul, New Britain, máy bay trinh sát đối phương đã phát hiện lực lượng, vì vậy 17 máy bay ném bom Mitsubishi G4M đặt căn cứ trên đất liền đã cất cánh từ Rabaul để tấn công. Radar của Lexington bắt được tín hiệu các máy bay ném bom đang bay đến lúc 10 giờ 30 phút, nên lực lượng đặc nhiệm tăng vận tốc lên 21 hải lý trên giờ (39 km/h); trong cuộc chiến đấu phòng thủ để bảo vệ tàu sân bay, Đại úy phi công Edward H. O'Hare đã bắn rơi năm hay sáu máy bay đối phương chỉ trong vòng vài phút. Trong khi máy bay tiêm kích F4F Wildcat của Lexington chiến đấu trên không, các con tàu cũng tham gia bằng hỏa lực phòng không. Trinh sát viên của Aylwin ghi nhận một máy bay đối phương bốc cháy và rơi gần con tàu. Rồi khi một đợt tấn công thứ hai tìm cách xâm nhập qua hàng bảo vệ lực lượng đặc nhiệm, súng máy 20 mm của nó bắn rơi một chiếc khác tìm cách đâm vào đuôi chiếc Bagley lân cận. Những máy bay ném bom còn lại rút lui về Rabaul, và không có chiếc nào trong lực lượng của Lexington bị hư hại.
Tuy nhiên, do đã bị phát hiện nên mất yếu tố bất ngờ, lực lượng Hoa Kỳ rút lui khỏi khu vực. Aylwin sau đó tách khỏi Lực lượng Đặc nhiệm 11 để hộ tống chiếc tàu chở dầu hạm đội USS Platte đi Pago Pago, Samoa, rồi quay trở lại Trân Châu Cảng vào ngày 8 tháng 3. Hai ngày sau, nó hộ tống một đoàn tàu vận tải đi từ Honolulu đến vịnh San Francisco, đến nơi vào ngày 22 tháng 3. Sau khi được sửa chữa tại Xưởng hải quân Mare Island, nó lên đường vào ngày 31 tháng 3 hộ tống một đoàn tàu đi Hawaii. Đi đến Trân Châu Cảng vào ngày 12 tháng 4, nó trở ra khơi cùng với Lực lượng Đặc nhiệm 11 vào ngày 15 tháng 4. Trên đường đi đến khu vực Nam Thái Bình Dương vào ngày 18 tháng 4, Lexington cho cất cánh 14 máy bay Brewster F2A-3 thuộc Liên đội VMF-211 Thủy quân Lục chiến mới được thành lập đến đảo Palmyra.
Trong khi đó, tin tức tình báo cho biết một lực lượng hải quân đối phương đáng kể đang di chuyển về hướng New Guinea và Australia, có thể để nhắm vào cảng trọng yếu Port Moresby. Do đó vào ngày 26 tháng 4, Lexington và các tàu hộ tống được lệnh gặp gỡ cùng Lực lượng Đặc nhiệm 17. Sau khi gặp nhau vào sáng ngày 1 tháng 5, hai lực lượng được đặt dưới quyền chỉ huy của tư lệnh Lực lượng Đặc nhiệm 17, Chuẩn đô đốc Frank Jack Fletcher bên trên chiếc tàu sân bay Yorktown. Aylwin được phân công hộ tống và canh phòng máy bay cho Lexington.
Vào ngày 7 tháng 5, Aylwin nhận được tin tức báo cáo về một lực lượng đối phương gồm hai tàu sân bay và bốn tàu tuần dương ở cách khoảng 200 hải lý (370 km). Lúc 09 giờ 55 phút, nó chứng kiến Lexington tung máy bay tiêm kích và máy bay ném ngư lôi ra tấn công đối phương; không lâu sau đó máy bay của Yorktown cũng cất cánh. Sang ngày 8 tháng 5, nó bước vào trực chiến lúc 08 giờ 44 phút, khi máy bay đối phương bị phát hiện đang tiếp cận; và khi trận chiến diễn ra hai giờ sau đó, nó được bố trí giữa hai tàu tuần dương hạng nặng Chester và USS New Orleans, cách Yorktown 3.000 thước Anh (2.700 m). Nó duy trì khoảng cách này trong suốt trận chiến, di chuyển theo sự cơ động của chiếc tàu sân bay. Sau khi Trận chiến biển Coral kết thúc, cả hai chiếc tàu sân bay Hoa Kỳ đều bị hư hại, riêng Lexington bị mất sau khi các đám cháy của nó không thể nào kiểm soát được. Sau khi một chiếc SBD-3 thuộc Liên đội Tuần tiễu VS-5 bị rơi gần Aylwin, chiếc tàu khu trục đã đổi hướng để cứu vớt đội bay của nó: Thiếu úy J. H. Jorgenson phi công và điện báo viên A. W. Brunetti.
Lực lượng đặc nhiệm rút lui khỏi chiến trường về hướng quần đảo Tonga. Đang khi cặp theo New Orleans để tiếp nhiên liệu hai ngày sau đó, Aylwin đã thả phao để đưa lên tàu 37 sĩ quan và 92 thủy thủ của Lexington cùng một phi công của Yorktown, Trung úy E. S. McCuskey thuộc Liên đội Tiêm kích VF-2, người sau này sẽ trở thành phi công Ách trong Trận Midway. Chiếc tàu khu trục lại tiếp nối nhiệm vụ hộ tống. Vào sáng ngày 15 tháng 5, Aylwin cặp theo Yorktown để chuyển cho chiếc tàu sân bay hải đồ khu vực quần đảo Tonga. Không đầy một giờ sau đó, dưới sự che chở trên không của máy bay tuần tra xuất phát từ Yorktown, Lực lượng Đặc nhiệm 17 tiến vào cảng Nukualofa, Tongatapu, nơi Aylwin chuyển những hành khách của nó sang Portland trong khi nó được tiếp nhiên liệu từ chiếc tàu tuần dương hạng nặng. Chiếc tàu khu trục sau đó bảo vệ lối ra vào cảng cho đến khi được chiếc USS Anderson thay phiên vào ngày hôm sau.
Sau khi nghỉ ngơi, Aylwin lại thay phiên cho USS Hammann vào sáng ngày 17 tháng 5 để tuần tra lối ra vào cảng trong khi Lực lượng Đặc nhiệm 17 xuất phát từ Nukuʻalofa, rồi tham gia cùng tàu tuần dương USS Astoria để hộ tống chiếc tàu vận chuyển USS Harriett đưa những người sống sót của Lexington, vốn được tập trung lại từ mọi con tàu cứu vớt của lực lượng đặc nhiệm, trong chặng đầu tiên của hành trình quay trở về vùng bờ Tây Hoa Kỳ. Trong ngày hôm đó, sau khi Burnett bị hỏng động cơ, nó đã ở lại cùng chiếc tàu vận chuyển cho đến khi hoàn tất việc sửa chữa. Sáu ngày sau, Lực lượng Đặc nhiệm 17 về đến Trân Châu Cảng. Ngay ngày hôm sau, 28 tháng 5, nó lại lên đường trong thành phần hộ tống các tàu sân bay Enterprise và USS Hornet khi chúng tiến ra vùng biển phía Bắc đảo san hô Midway chờ đợi hạm đội Nhật Bản. Vào ngày 4 tháng 6, Aylwin đã tham gia Trận Midway.
Vào ngày 11 tháng 6, trong khi Lực lượng Đặc nhiệm 16 đang trên đường quay trở về Trân Châu Cảng, Aylwin được cho tách ra để hộ tống chiếc tàu chở dầu USS Kaskaskia đi lên phía Bắc đến quần đảo Aleut, nơi nó tiếp nhiên liệu cho các tàu chiến thuộc Lực lượng Đặc nhiệm 8. Trong năm ngày tiếp theo, hai con tàu băng qua vùng biển đầy mưa và sương mù cho đến khi gặp gỡ USS Humphreys và USS Gilmer vào ngày 16 tháng 6. Aylwin đã làm nhiệm vụ bảo vệ trong khi các tàu khu trục cũ "bốn ống khói" này được tiếp nhiên liệu từ Kaskaskia. Sang ngày hôm sau, chúng gia nhập Lực lượng Đặc nhiệm 8, vốn bao gồm tàu tuần dương hạng nặng USS Louisville, ba tàu tuần dương hạng nhẹ và sáu tàu khu trục. Ngoại trừ hai chuyến đi hộ tống đến vịnh Women, đảo Kodiak, Alaska, nó hoạt động cùng lực lượng đặc nhiệm cho đến ngày 10 tháng 7, khi nó lên đường hộ tống cho Kaskaskia quay trở lại khu vực quần đảo Hawaii. Vào ngày 13 tháng 7, chiếc tàu chở dầu chuyển giao số nhiên liệu còn lại sang chiếc USS Guadalupe, và hai con tàu về đến Oahu bốn ngày sau đó. Chiếc tàu khu trục trải qua thời gian còn lại của tháng 7 được sửa chữa tại Xưởng hải quân Trân Châu Cảng.
Sau khi hoàn tất chạy thử máy sau sửa chữa, Aylwin khởi hành từ Trân Châu Cảng vào ngày 2 tháng 8 để bảo vệ cho chiếc tàu sân bay hộ tống USS Long Island, vốn đã nhận lên tàu các đơn vị không lực Thủy quân Lục chiến vốn được dành riêng để dự định hoạt động tại sân bay ở Guadalcanal, sau khi nơi đây được chiếm đóng. Vào ngày 7 tháng 8, trong khi nó đang băng qua Nam Thái Bình Dương, binh lính thuộc Sư đoàn 1 Thủy quân Lục chiến đã đổ bộ lên Guadalcanal, Tulagi và Gavutu. Sang ngày 8 tháng 8, một lực lượng tuần dương Nhật Bản đã tiêu diệt bốn tàu tuần dương hạng nặng Đồng Minh và làm hư hại chiếc thứ năm trong Trận chiến đảo Savo. Những tin tức này cộng với việc phải rút lui ba tàu sân bay hỗ trợ cho Chiến dịch Watchtower, khiến cho có chỉ thị vào ngày 10 tháng 8 ra lệnh cho Aylwin và tàu cùng đi phải tạm thời đi đến Suva, Fiji để tiếp nhiên liệu và chờ đợi mệnh lệnh mới.
Aylwin và Long Island đi đến Suva vào ngày 13 tháng 8, được che chở trong chặng cuối hành trình bởi một thủy phi cơ PBY Catalina. Mệnh lệnh mới đưa ra không lâu sau đó, chỉ thị cho chiếc tàu sân bay và tàu khu trục đi đến New Hebride. Họ đi đến cảng Vila, Efate vào trưa ngày 17 tháng 8; từ vịnh Mele xế trưa hôm đó, Aylwin, USS Dale và tàu tuần dương hạng nhẹ USS Helena lên đường để hộ tống cho Long Island trong chuyến đi của chiếc tàu sân bay đến Guadalcanal. Hai ngày sau, hải đội quay trở lại Efate, nơi USS Cimarron tiếp tế cho Aylwin. Trong những ngày tiếp theo, nó hoạt động tuần tra ngoài khơi Efate trước khi nhận mệnh lệnh vào ngày 30 tháng 8 hộ tống Long Island đi đến Espiritu Santo để đón lên tàu những người sống sót của tàu khu trục USS Tucker (DD-374), vốn trúng phải một quả mìn.
Sau khi được tiếp nhiên liệu tại Pago Pago, Samoa vào ngày 6 tháng 9, Aylwin gặp gỡ USS Conyngham, USS Raleigh và USS Wharton ngoài khơi đảo Canton vào ngày 11 tháng 9, bảo vệ cho chiếc Wharton trong khi nó đổ quân tại đây. Hình thành nên Đội đặc nhiệm 15.4, Aylwin và Conyngham hộ tống cho Wharton đi ngang qua Suva về phía Nouméa, trước khi Aylwin được chỉ thị vào ngày 18 tháng 9 tiếp tục đi đến Tongatapu để gia nhập cùng USS North Carolina, hộ tống cho chiếc thiết giáp hạm bị hư hại bởi ngư lôi quay trở về Trân Châu Cảng để sửa chữa. Xế chiều ngày 30 tháng 9, nó và Dale đi đến vùng biển Hawaii an toàn cùng chiếc thiết giáp hạm, và Aylwin neo đậu cặp bên USS Dixie để được bảo trì. Nó trải qua phần lớn tháng 10 huấn luyện tại vùng biển Hawaii, rồi hộ tống một đoàn tàu đi Espiritu Santo, đến nơi vào ngày 7 tháng 11.
Do các hoạt động của tàu ngầm Nhật Bản tại khu vực quần đảo Santa Cruz, Aylwin đi đến đảo Vanikoro vào ngày 10 tháng 11 để bảo vệ cho USS Ballard. Bốn ngày sau, nó hộ tống cho chiếc tàu tiếp liệu thủy phi cơ đi đến Vanua Levu đón một trinh sát viên duyên hải bị bệnh, trước khi quay trở về Espiritu Santo để được tiếp nhiên liệu từ chiếc USS Tappahannock. Trong một chuyến tuần tra ngắn ngoài khơi Espiritu Santo, nó bị hư hại động cơ bánh lái. Sau khi được sửa chữa, nó tiến hành tuần tra lối ra vào cảng, trước khi tham gia cùng USS Russell trong việc bảo vệ tàu sân bay hộ tống USS Nassau từ ngày 19 đến ngày 22 tháng 11. Sau khi đi đến Nouméa, nó hộ tống cho thiết giáp hạm USS South Dakota bị hư hại từ Tongatapu trước khi được tiếp nhiên liệu tại Bora Bora thuộc quần đảo Society vào ngày 1 tháng 12. Chiếc tàu khu trục sau đó đi đến California, và được sửa chữa tại Xưởng hải quân Mare Island cho đến năm mới.

#### 1943
Aylwin khởi hành từ San Francisco vào ngày 8 tháng 1 năm 1943 để cùng các tàu khu trục USS Bancroft và Dale hướng lên Alaska, đi đến Dutch Harbor năm ngày sau đó. Trong ba tháng tiếp theo, nó làm nhiệm vụ hộ tống vận tải tại khu vực quần đảo Aleut. Chuyển về phía Nam sau đó, nó hoạt động cùng Nassau trong nhiệm vụ huấn luyện không lực, rồi lại trở lên phía Bắc đến tham gia cuộc tấn công lên Attu. Cuộc đổ bộ được thực hiện vào ngày 11 tháng 5 năm 1943. Khoảng hai tháng sau đó, nó bắn phá các vị trí phòng không đối phương ở Kiska trong đêm 8-9 tháng 7, thực hiện hai lượt ghé qua hòn đảo này sau đó. Nó lại bắn phá các vị trí đóng quân chính của đối phương ở Kiska vào chiều tối ngày 2 tháng 8, không biết rằng quân Nhật đã triệt thoái toàn bộ khỏi đảo này trước đó vào ngày 28 tháng 7.
Khởi hành từ Adak vào ngày 31 tháng 8, Aylwin quay trở về San Francisco và ở lại khu vực vịnh này cho đến giữa tháng 10. Rời vùng bờ Tây vào ngày 19 tháng 10, chiếc tàu khu trục phục vụ trong thành phần bảo vệ cho các tàu sân bay hộ tống mới USS Sangamon, USS Chenango và USS Suwannee khi chúng trên đường hướng đến quần đảo New Hebride, đi đến Espiritu Santo vào ngày 5 tháng 11. Từ giữa tháng 11 cho đến đầu tháng 12, nó hộ tống cho các tàu sân bay Sangamon và Suwannee trong chiến dịch chiếm đóng quần đảo Gilbert. Được cho tách ra vào ngày 8 tháng 12, nó cùng với tàu khu trục USS Bailey (DD-492) hộ tống cho USS Maryland đi Trân Châu Cảng, đến nơi vào ngày 14 tháng 12; rồi sau đó hộ tống chiếc thiết giáp hạm cùng với Tennessee và Colorado đi đến San Francisco, đến nơi bốn ngày trước lễ Giáng Sinh.

#### 1944
Sau khi được sửa chữa tại Alameda, California, Aylwin đón nhận một đoàn tàu LST và tàu quét mìn tại San Diego để hộ tống đi quần đảo Hawaii. Ghé qua Kauai từ ngày 16 đến ngày 20 tháng 1 năm 1944, nó khởi hành đi sang quần đảo Marshall, đi đến Kwajalein vào ngày 31 tháng 1. Ngoại trừ một chuyến đi khứ hồi đến Majuro từ ngày 8 đến ngày 11 tháng 2, nó hoạt động tại đây cho đến khi được chuyển sang Eniwetok vào ngày 21 tháng 2 để tham gia cùng USS Hall, MacDonough và Monaghan trong nhiệm vụ bắn pháo hỗ trợ trong đêm đó xuống đảo san hô Enewetak.
Aylwin sau đó trình diện để hoạt động cùng Tư lệnh Lực lượng Hỗ trợ phía Nam. Nó quay trở lại Kwajalein vào ngày 26 tháng 2, rồi tuần tra ngoài khơi Eniwetok và Majuro cho đến giữa tháng 3, khi các hoạt động càn quét tiếp tục diễn ra tại đây. Sau đó nó được điều động sang Đội đặc nhiệm 58.2, bao gồm các tàu sân bay USS Bunker Hill, USS Hornet, USS Monterey và USS Cabot. Vào ngày 30 tháng 3, lực lượng đặc nhiệm tàu sân bay nhanh tiến hành ném bom mãnh liệt xuống các sân bay, tàu bè, cơ sở phục vụ hạm đội và các căn cứ khác trên khu vực quần đảo Caroline, tiếp tục cho đến ngày 1 tháng 4. Chiếc tàu khu trục đã giúp đánh trả máy bay đối phương tìm cách tiếp cận các tàu sân bay trong các ngày 29 và 30 tháng 3; và lúc 13 giờ 43 phút ngày 30 tháng 3 đã phát hiện một máy bay ném bom bổ nhào Curtiss SB2C Helldiver cất cánh từ Bunker Hill bị rơi ở khoảng cách không xa. Nó đã đổi hướng để cứu vớt viên phi công và xạ thủ/thông tín viên.
Quay trở về Majuro để tiếp liệu, Aylwin lại khởi hành vào ngày 13 tháng 4 trong thành phần hộ tống cho Đội đặc nhiệm 58.2 dưới quyền Chuẩn đô đốc Alfred E. Montgomery hướng sang vùng biển New Guinea, nhằm hỗ trợ cho các cuộc đổ bộ của Lục quân tại Aitape, vịnh Tanahmerah và vịnh Humboldt từ ngày 21 đến ngày 24 tháng 4. Nó quay trở lại Majuro vào ngày 4 tháng 5 để được sửa chữa cặp theo chiếc USS Prairie, vốn kéo dài cho đến ngày 21 tháng 5. Sau khi bảo vệ cho các tàu sân bay Bunker Hill và Cabot trong hoạt động huấn luyện vào cuối tháng 5 và đầu tháng 6, nó rời Majuro vào ngày 6 tháng 6 hướng sang quần đảo Mariana cùng với Lực lượng Đặc nhiệm 58. Vào ngày 12 tháng 6, máy bay từ các tàu sân bay tấn công các căn cứ không quân và hệ thống phòng thủ duyên hải đối phương tại Mariana, gây hư hại cho hai đoàn tàu vận tải Nhật Bản.
Sang ngày hôm sau, Aylwin nằm trong thành phần Đơn vị Bắn phá phía Bắc, tức Đơn vị Đặc nhiệm 58.7.2, và đã bắn phá các vị trí phòng thủ ở bờ biển phía Bắc Saipan cũng như phục vụ hộ tống chống tàu ngầm cho các thiết giáp hạm Alabama và South Dakota. Khi cuộc bắn phá kết thúc lúc 17 giờ 15 phút, nó gia nhập trở lại các tàu sân bay và hộ tống cho chúng trong khi được tiếp nhiên liệu vào ngày hôm sau. Trong hoạt động này, chiếc tàu khu trục nhận mệnh lệnh giải cứu hai phi công cất cánh từ tàu sân bay Bunker Hill; rồi thực hiện một cuộc giải cứu khác vào ngày 16 tháng 6 trong lúc hỗ trợ cho cuộc bắn phá của tàu tuần dương xuống Guam. Đến ngày 17 tháng 6, nó chuyển sang hộ tống các tàu vận tải; và do đó đã lỡ mất Trận chiến biển Philippine trong các ngày 19 và 20 tháng 6, nơi hầu hết không lực trên tàu sân bay Nhật Bản bị tiêu diệt. Chiếc tàu khu trục đi đến Eniwetok vào ngày 28 tháng 6.
Aylwin đã hộ tống cho USS Wichita và USS St. Louis khi những tàu tuần dương này bắn phá các vị trí đối phương tại Guam trong các ngày 18 và 19 tháng 7, trước khi chính nó tham gia một cuộc bắn phá phần phía Bắc của hòn đảo, tập trung hỏa lực vào những vị trí phòng thủ của quân Nhật gần bãi Asan. Lúc bắt đầu chiến dịch, Dewey và hai tàu đổ bộ LCI đã bắn phá quấy rối khu vực này; tàu tuần dương USS Minneapolis cùng với Dewey đã cặp sát bờ biển gần Adelup Point, hỗ trợ cho các hoạt động dọn sạch bãi đổ bộ vào ban đêm của các đội phá hoại dưới nước (UDT), được Aylwin, Dale và USS Dickerson bảo vệ ở mặt hướng ra biển. Đến ngày 21 tháng 7, Aylwin thay phiên cho Dewey để trực chiến ngoài khơi bãi Asan; rồi đến lượt Dale thay phiên cho Aylwin.
Được thay phiên lúc 05 giờ 30 phút, Aylwin và các tàu tháp tùng rút lui về khu vực bảo vệ vận chuyển ở phía Tây Bắc Orote Point và vịnh Agana. Trong các ngày 25 và 26 tháng 7, nó hộ tống một tàu tuần dương bắn phá đảo Rota, rồi khởi hành từ khu vực này vào ngày 30 tháng 7 hướng đi Eniwetok, chặng đầu tiên của hành trình quay trở về nhà. Nó ghé qua Trân Châu Cảng từ ngày 9 đến ngày 11 tháng 8, và về đến Bremerton, Washington vào ngày 17 tháng 8 để đại tu. Chiếc tàu khu trục sau đó đi xuôi xuống vùng bờ Tây cùng với thiết giáp hạm USS Colorado và Farragut, đi đến San Pedro vào ngày 10 tháng 10, để rồi khởi hành đi Hawaii ngay ngày hôm sau. Nó sau đó tiến hành huấn luyện tại vùng biển Hawaii cho đến ngày 11 tháng 11, khi nó lên đường đi sang khu vực Tây Thái Bình Dương cùng các tàu tuần dương USS Baltimore, USS San Juan và ba tàu khu trục khác. Nó đi đến Ulithi vào ngày 21 tháng 11, hoạt động tại khu vực giữa nơi này và Philippine cho đến giữa tháng 12.
Trong vai trò soái hạm của Đội đặc nhiệm 30.8, một đơn vị tiếp liệu dưới quyền Đại tá Hải quân Jasper Acuff, Aylwin rời Ulithi vào ngày 10 tháng 12 trong thành phần Đệ Tam hạm đội. Nó gặp gỡ Lực lượng Đặc nhiệm 38 ba ngày sau đó, và sau khi hoàn tất việc tiếp nhiên liệu vào xế trưa ngày hôm sau đã rời khỏi khu vực. Đến sáng ngày 17 tháng 12, Đội đặc nhiệm 30.8 lại gặp gỡ Lực lượng Đặc nhiệm 38 để tiếp nhiên liệu. Tuy nhiên thời tiết trở nên bất lợi nhanh chóng khi cơn bão Cobra xâm nhập vùng biển Philippine. Sau khi Aylwin bị sóng đánh lật nghiêng đến 70 độ sang mạn phải lần đầu tiên, động cơ ngừng hoạt động; một thủy thủ và một sĩ quan bị sóng cuốn khỏi tàu lúc 12 giờ 45 phút và không tìm thấy sau đó. Nước biển tràn vào phòng động cơ lúc 19 giờ 30 phút, buộc tất cả các máy bơm phải hoạt động hết công suất. Cuối cùng cơn bão cũng lặng đi, Aylwin sống sót qua cơn cuồng phong, nhưng may mắn không đến tất cả mọi con tàu: các tàu khu trục Hull, Monaghan và Spence bị đắm với tổn thất nhân mạng nặng nề.
Sau khi kiểm soát được việc ngập nước, Aylwin đi đến Ulithi ba ngày trước lễ Giáng Sinh. Tại đây, nó được sửa chữa cặp bên mạn chiếc USS Markab, vốn kéo dài cho đến tháng 1 năm 1945. Đang khi ở lại Ulithi, nó tham gia một chuyến tuần tra ngắn trong cảng sau vụ nổ chiếc USS Mazama, được tin là bởi ngư lôi phóng từ tàu ngầm. Tuy nhiên họ đã không tìm thấy chứng cứ về hoạt động của tàu ngầm đối phương lúc đó.

#### 1945
Aylwin tiếp tục hoạt động hộ tống cho các đội tiếp liệu hạm đội cho đến tháng 2 năm 1945. Trong thành phần hộ tống cho Đội đặc nhiệm 50.8 cùng với USS Crowley, USS Weaver, USS Suamico, USS Shasta và USS Wrangell, nó đi đến Iwo Jima vào ngày 21 tháng 2, và bắt đầu tuần tra bảo vệ các tàu vận chuyển. Vào ngày 23 tháng 2, nó được điều động sang Lực lượng Đặc nhiệm 54, làm nhiệm vụ bắn phá thay phiên cho tàu tuần dương USS Tuscaloosa. Vào lúc đó, lực lượng Thủy quân Lục chiến đã chiếm được phần phía Nam của Iwo Jima và đang tấn công lên phía Bắc. Vào các ngày 23 và 24 tháng 2, chiếc tàu khu trục tham gia Trận Iwo Jima trước khi rời khu vực vào ngày 25 tháng 2 cho một cuộc hẹn tiếp nhiên liệu trên đường quay trở về Ulithi, về đến nơi vào ngày 28 tháng 2.
Trong giai đoạn mở màn của Trận Okinawa, Aylwin hoạt động tại khu vực giữa Kerama Retto và Ulithi vào đầu tháng 4; nó chịu đựng qua một cơn bão thứ hai vào ngày 5 tháng 6. Chiếc tàu khu trục đã gặp gỡ tàu tuần dương hạng nặng USS Pittsburgh bị hư hại do cơn bão, vốn đã bị mất phần mũi tàu. Nó tiến hành tìm kiếm không thành công phần mũi chiếc tàu tuần dương trước khi đi vào cảng Apra, Guam vào ngày 10 tháng 6 để sửa chữa. Vào ngày 6 tháng 7, nó lên đường quay trở về quần đảo Caroline, đi đến Ulithi vào ngày hôm sau; để lại lên đường vào ngày 10 tháng 7 hộ tống cho Đoàn tàu UOK-39, và đưa 41 con tàu trong đoàn đi đến an toàn.
Sau khi quay trở lại Ulithi cùng một đoàn tàu khác, Aylwin bắt đầu di chuyển ngoài khơi nơi neo đậu như trạm cột mốc radar B-6 từ 16 giờ 40 phút ngày 3 tháng 8. Sáng hôm sau, nó nhận mệnh lệnh tìm kiếm những người sống sót từ chiếc tàu tuần dương hạng nặng USS Indianapolis, vốn bị đắm do trúng ngư lôi của tàu ngầm Nhật. Nó phát hiện và khảo xác ba thi thể, thu hồi mọi chất liệu nhận dạng và lấy dấu vân tay nạn nhân trước khi an táng xuống biển. Lên đường vào ngày 13 tháng 8, nó hộ tống một đoàn tàu chở quân đi sang khu vực quần đảo Mariana, đi đến cảng Apra vào ngày 14 tháng 8. Khi Nhật Bản chấp nhận đầu hàng vào ngày hôm sau, con tàu đang thả neo tại Apra.

### Sau chiến tranh
Ba ngày sau, Aylwin lên đường quay trở về quần đảo Hawaii cùng MacDonough và tàu sân bay hộ tống Rudyerd Bay, đi đến Trân Châu Cảng không lâu sau đó. Đến ngày 27 tháng 8, nó đón những hành khách lên tàu và lên đường vào ngày hôm sau quay trở về vùng bờ biển California. Nó tiễn hành khách lên bờ tại San Diego, ở lại đây từ ngày 3 đến ngày 11 tháng 9, rồi lên đường băng qua kênh đào Panama để đi về vùng bờ Đông Hoa Kỳ.
Băng qua kênh đào lần cuối cùng vào ngày 20 tháng 9, Aylwin đi đến New York vào ngày 25 tháng 9. Được cho xuất biên chế tại Xưởng hải quân New York vào ngày 16 tháng 10 năm 1945; tên của Aylwin được cho rút khỏi danh sách Đăng bạ Hải quân vào ngày 1 tháng 11 năm 1945; lườn tàu được bán cho hãng George N. Nutman, Inc. tại Brooklyn, New York vào ngày 20 tháng 12 năm 1946, và nó bị tháo dỡ từ ngày 2 tháng 9 năm 1948.

## Phần thưởng
Aylwin được tặng thưởng mười ba Ngôi sao Chiến trận do thành tích phục vụ trong Chiến tranh Thế giới thứ hai.